# Wyżnia Ryglowa Przełęcz
Wyżnia Ryglowa Przełęcz (słow. Horné Ríglové sedlo) – przełęcz położona w słowackich Tatrach Wysokich. Znajduje się w Jaworowej Grani odchodzącej na północny zachód od Małego Jaworowego Szczytu. Przełęcz oddziela Zadnią Jaworową Turnię od Wielkiej Jaworowej Turni.
W północno-zachodniej grani Zadniej Jaworowej Turni, opadającej na Wyżnią Ryglową Przełęcz, znajdują się (kolejno od góry):
- Wyżnie Jaworowe Wrótka,
- Zadni Jaworowy Mniszek,
- Pośrednie Jaworowe Wrótka,
- Pośredni Jaworowy Mniszek,
- Niżnie Jaworowe Wrótka,
- Skrajny Jaworowy Mniszek.

Wyżnia Ryglowa Przełęcz znajduje się ona bezpośrednio pod jedną Skrajnym Jaworowym Mniszkiem. Nie jest dostępna dla turystów, nie prowadzą na nią żadne znakowane szlaki turystyczne.
Nazwa Ryglowej Przełęczy i Wyżniej Ryglowej Przełęczy została utworzona dopiero w 1932 r. Wiąże się ona z nazwą „Siedem Regli”, która dotyczyła okolicznych szczytów. Nazwa ta figurowała w przewodnikach do szukania skarbów.

## Historia
Pierwsze wejścia turystyczne:
- Karol Englisch i Adolf Kamiński, 1 sierpnia 1902 r. – letnie (wejście prawdopodobne),
- Roman Kordys i Jerzy Maślanka, 27 sierpnia 1905 r. – letnie,
- Jerzy Pierzchała, 10 kwietnia 1937 r. – zimowe.